# Aciagrion balachowskyi
Aciagrion balachowskyi – gatunek ważki z rodziny łątkowatych (Coenagrionidae).